# フランス人
フランス人（フランスじん、仏: peuple français）は、フランス国籍を有する人々を指す。

## 「フランス人」の定義
フランス人(les Français)とはフランスの主権保持者であり、民族的出自や宗教的信念を問わず、フランス市民社会を構成する全ての人を指す。したがって、フランス人にはフランスの海外県及び植民地に居住する人々も含まれ、「フランス民族」というものはない。また、今後も、フランス国内で出生するか（出生地主義である）、帰化することによってフランス国籍を取得すれば、いかなる民族に属そうとも、「フランス人」となりうる。（なお、フランス人という名称は、語源学的に言えば、ローマ帝国末期にガリア地方を侵略したゲルマン系のフランク族に由来する。）
米国国務省発行資料を含む多くの英語文献では、「フランス人」を「ケルト人、ラテン人及びチュートン人の混血」が多数を占め、その他の少数民族としてスラヴ人、北アフリカ人、サブサハラ人、インドシナ人、バスク人を含む、と定義するが、この定義には下記のような問題があり、現状を反映していない。
- フランス地域に居住していた原住民を、架空の「ケルト人、ラテン人及びチュートン人の混血」という集団にひとまとめにしてしまうことは、フランス国内の民族集団の分断（オクシタニア、ブルターニュなど多様な地域が存在）を考慮に入れていない。 彼らの多くが20世紀初頭まで母語としてフランス語以外の言語を用いていた。
- そのため、現在フランス領となっている地域に先祖代々居住し、白人の西ヨーロッパ人であるということだけによって一つの民族集団を定義することは受け入れ難い。これは、彼らと、移民の子孫であるフランス市民との間に文化的差異が殆どない現状をみれば、なおさらのことである。
- 上記の少数民族のリストは単純すぎ、また不完全である。フランスの主要な少数民族にはポルトガル系、スペイン系、イタリア系、アルメニア系、ギリシア系、ユダヤ系などが含まれるが、彼らはこの定義には挙げられていない。また「北アフリカ系」という一つの民族集団を想定することも単純過ぎる。ここにはモロッコ系、チュニジア系、アルジェリア系が含まれるし、恐らくそれ以上に重要なことに、ベルベル人とアラブ系（アラビア語話者）を共に含み、またムスリムとユダヤ教徒を共に含んでいる。
- 固有民族としての「フランス人」と、移民による少数民族を対立させるこのような定義は、多くのフランス市民にとって侮辱にあたり、またフランス共和国の精神に反する。また、この定義は一方で、巧妙に多数派としての固有民族を「民族的フランス人」と呼ぶことを避け、バスク人を少数民族に加えていることとあいまって、「固有」と「外来」民族の境界線をあいまいにしてもいる。

近年、社会的差別に関連する議論がますます重要になり、時にそれは民族問題、特にいわゆる「移民の第2世代」（移民の子供としてフランスで生まれたフランス国籍所有者）の問題とも絡み合っている。フランスは、20世紀を通じて、ヨーロッパ、アフリカ、アジアからの移民を多く受け入れており、さまざまな民族的出自を持つ少数民族がフランスの人口の大きな割合を占める。しかし、移民・移民子孫についての公的な統計値は今までほとんどなく、その実際数を把握することは難しい。 2004年に発表された研究では、1999年の国勢調査値を基に、1400万人以上の外国系の人々（移民、あるいは、少なくとも親か祖父母の一人が移民）がおり、そのうち約520万人ほどが南ヨーロッパ系（イタリア、スペイン、ポルトガル）、約300万人がマグレブ系であるとしている。この値を基にすれば、フランス市民の23%は、少なくとも親か祖父母の一人に移民がいることになる。しかし、20世紀初頭から大規模に展開した移民全体を歴史的に把握する研究は、まだほとんど行われていない。
海外では、旧フランス植民地を中心に、さまざまな国でフランス語が用いられている。しかし、フランス語話者であることとフランス人であるということはまったく別の概念である。特にフランス語圏出身者であるということを、フランス市民権保持者であるということと混同してはならない。例えば、スイス・ロマンド地方に住むフランス語話者は、フランス出身ではなく、多くの場合カトリックでもなく（むしろフランスにおいて迫害されたユグノー教徒が多い）、自分達をフランス人とは見なしていない。あるいはセント・マーチン島の英語話者の人々はフランス国籍を有しているが、フランス語を話せない（しかし近隣のハイチ出身のフランス不法滞在者は、多少フランス語がしゃべれようとも外国人である）。そして、今ではほとんどのフランス人が母語としてフランス語を話すが、かつては他の言語を第一言語とする大規模集団がフランス国内に存在していた（ドイツ語系の方言を用いていたロレーヌ地方モゼル県、アルザス地方など）。そして現在ヨーロッパ圏外に住むフランス系の人々の多くは他言語を母語とする（北アメリカでは英語、南アメリカではスペイン語、南アフリカではアフリカーンス語など）。
アメリカ国勢調査局やカナダ統計局では、国内の「フランス系」を定義するために、多項目にわたる質問票を用いてフランス系を自認する人々の自己定義を抽出しているが、これらの基準は統一的ではなく、ここから一つの民族集団を定義することは不可能である。

## 歴史
ここで用いる「フランス人」（フランク人に由来）という用語は、現代のフランス市民の概念とは異なる。
なお、「フランス市民」とはフランス革命の遺産である。フランス憲法の第一条に拠れば、フランス人であることはフランス市民であることであり、その出自、人種あるいは宗教は関係ない(sans distinction d'origine, de race ou de religion)。 フランスは、フランス語、そして互いに共存しようと望む意志（ エルネスト・ルナンのいうところの「毎日の国民投票」plébiscite de tous les jours）のみによって人民が結団するという、合意に基づく国家を原理的に指向している。アメリカ合衆国のような多文化主義に基づく国々、あるいは逆に日本のような国民の同一性が高いと考えられている国々からみると、フランスのこのような考え方は「自己同一性の否認」と見なし得るだろう。同時にフランス国内でも、マグレブ系や西アフリカ系フランス市民に対する深刻な人種差別や、国内の異文化共同体の拡大への反発が、この「来る者拒まず」というフランス共和国の寛大な精神に暗い影を落としている。 2005年に貧困層の多くすむ「問題のある郊外」（les quartiers sensibles）で連続発生した暴動は、このような緊張の一例であるが、この事件に対する「民族的要求」という視点からの解釈はしばしば実状をゆがめているので注意が必要である。

### ガリア人の歴史

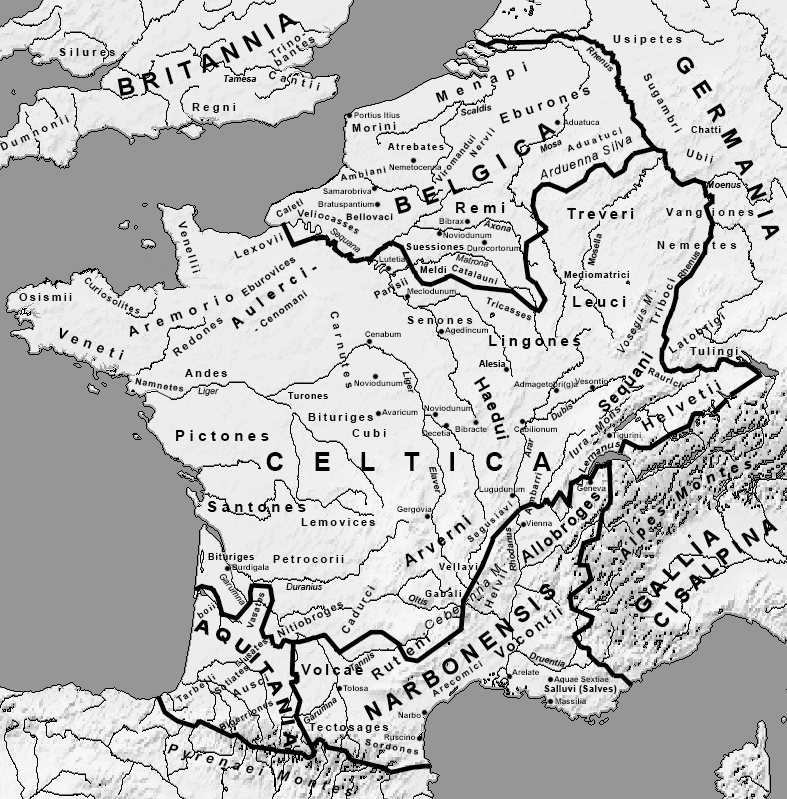
紀元前58年ごろのローマによる征服以前のガリア地方。
ガリア・ナルボネンシスはローマ人とギリシア人が居住したり、強い影響力を持っていた地域である。
アクィタニアはバスク人が強い影響力を持っていた。
ベルギカはゲルマン部族の影響下にあった。

ローマ時代以前、ガリア全域（現在のフランス、ベルギーの全域とドイツ、スイス、北イタリアの一部を含む西ヨーロッパの領域）には、集合的にガリア人として知られる様々な部族が居住していた。彼らの祖先は紀元前7世紀頃に中央ヨーロッパからきたケルト人で、彼らは土着の人々（主にリグリア人）を支配した 。
ガリアは紀元前58年から51年ごろにユリウス・カエサル指揮下のローマ軍に征服され（ただし南西地域は一世紀ほど早く既に征服されていた）、ローマ帝国の版図に含まれることとなった。続く5世紀を通じて、ガリアとローマの人々、そして文化が混淆し、ガロ・ローマ文化が形成された。俗ラテン語の諸方言が地域の支配言語となり、土着のケルト語は、ほとんどの場合、方言の中に痕跡を留めるだけになっていった。今日、フランスにおけるケルト文化・ケルト言語の唯一残存する地域は北西のブルターニュのみであるが、これもガリア語が生き残ったわけではなく、中世にコーンウォールからケルト人が移り住んだためである。

### フランク人
西ヨーロッパにおけるローマ帝国支配の衰退によって、3番目の集団がこの地域に流入してきた。すなわちフランク人であり、「フランス」という言葉の語源は彼らに由来する。フランク人は、3世紀頃から、現在のドイツにあたる地域から、徐々にライン川をわたりはじめていたゲルマン系部族である。6世紀初めには、フランク人は、メロヴィング朝の王クローヴィス1世とその息子に率いられ、現在のフランスほぼ全ての地域に支配権を確立し、その国に彼らの名前を与えた。フランスに到来したその他の主なゲルマン系部族は、ノルマン人（現デンマーク及びノルウェーに居住したヴァイキング族）であり、彼らは9世紀に、今日のノルマンディーにあたる北の地域を占領した。ヴァイキングは次第に土着の人々と婚姻をし、キリスト教を受容していった。そしてノルマン人は、2世紀後にイングランドを征服する（ノルマン・コンクエスト）。だが、中世、独立したノルマン公国は次第にフランス王国に再度取り込まれていった。なお、フランク人から21世紀のフランス人へは直接の血統のつながりを見出すことはほとんど不可能である。

### 15世紀から18世紀のフランス王国
ノルマン人侵略の後、約900年間は、フランスは比較的安定した人口構成を保っていたとされる。ヨーロッパの他の国に比べると、フランスから新大陸への移民は多くなかった（ユグノー教徒を除く）。しかし、（当時）フランス領であったアカディア、カナダ、ルイジアナ州へは相当数のカトリックを主とするフランス人が移民し、また西インド諸島、マスカレニャス諸島、アフリカのフランス植民地へも移民がおこった。

言語集団分布図は中世から19世紀の「フランス人」の多様性を示している。
赤/ピンク:オック諸語。
緑/黄色: オイル諸語。
青: フランコプロヴァンス諸語。

### 19世紀から21世紀:「フランス国民国家」の創造
フランス国民国家は1789年の フランス革命とナポレオン帝国によって形成された。それは王権神授説に依拠するフランスの古代王国からの脱却であった。エリック・ホブスボームなどの歴史家の説によれば、 フランス語は「フランス国家」という概念に不可欠であったにもかかわらず、フランス革命の時点で約半数のフランス人がフランス語を一切話さず、中央のオイル語圏ですら、都市部以外ではあまりフランス語が用いられていなかったという。ホブスボームはナポレオンが創設した徴兵制度、そして1880年代以降の大衆教育関連の法案が、さまざまな国内の集団を混淆し、統一国家の一員という自覚を持つ「フランス市民」を創出する上で大きな役割を果たしたと評価している。
1870年の 普仏戦争、そして短命に終わった1871年のパリ・コミューンは、フランス愛国心を強めるきっかけとなった。第一次世界大戦 （1914年-1918年）までは、フランスの政治家たちは、アルザス＝ロレーヌ地方問題から目を離すことができなかった。そしてこの問題が、フランス国家の定義、そのままフランス国民の定義に深い影響を及ぼした。更にドレフュス事件により反ユダヤ主義が高まった。このような中で、王党派知識人のシャルル・モーラスは反議院内閣制を唱えるアクション・フランセーズの一員として、「反フランス」という言葉を造語した。これは共和制の「民族的出自や宗教的信念と無関係にあらゆるフランス市民を『フランス人』とする」という定義への、最初期の反対運動のひとつであった。 モーラスの「反フランス」という言葉は、カトリック教徒フランス人を、4つの「よそ者」の「同盟国」、すなわちユダヤ人、フリーメイソン、プロテスタント、そして「メトイコス」（métèques、移民など）に対立させたものである。
19世紀半ば頃、フランスでの産業革命が展開し始めた頃より、フランスの人口趨勢に変化が生じた。急速に産業発展を遂げるフランスには、次の100年間にヨーロッパ中、特にポーランド、ベルギー、ポルトガル、イタリアそしてスペインから何百万人もの移民が流れ込んだ。
1960年代には、フランスへの移民第二波が起こった。これらの移民は第二次世界大戦以後の荒廃した国土再建のために必要であった建設事業を安価な労働力として支えた。フランス企業は、マグレブに安価な労働力を買い付けに赴き、フランスへの就労移民を促進した。これらの移民の定着は、 ジャック・シラクの1976年の「家族再会法」（regroupement familial）によって公的に進められた。これ以後、移民のあり方は多様化し続けているが、今ではフランスは他のヨーロッパ諸国に比べると、大きな移民受入国ではなくなっている。

## フランス系人口
西半球には、民族的フランス人の子孫であると自認する人々が相当数いる。カナダのケベック州は、大西洋西岸のフランス系社会の中心地となっており、もっとも歴史の古いフランス系移民社会であると同時に、フランス語による芸術活動、メディア活動、教育の活発な中心地でもある。オンタリオ州とニューブランズウィック州を中心に、カナダの他の地域にも、多くのフランス系カナダ人コミュニティーが存在する。そのため、カナダでフランス人というとフランス国籍者よりもむしろ英語系住民との区別でフランス語系住民を指すことが多い。
アメリカ合衆国にもまた、数百万のフランス系移民が住み、その主な居住地はルイジアナ州とニューイングランドである。ルイジアナのフランス系社会にはクレオール、フランス領時代に移住してきたフランス人子孫、そして、18世紀半ばのアカディアにおける大規模追放（en:Great Upheaval）から逃れてきたケイジャンがいる。ニューイングランドについては、19世紀から20世紀初頭に大量に流入したフランス系移民は、ほとんどがフランス本国からではなく、ケベック州からの移民であった。彼らは、当時この地域に次々と建てられていた製材所や織物産業で働くために来た。今日、ニューハンプシャー州の人口の約25％がフランス系であり、この割合は全米でももっとも高い。
また、独立前のアメリカにおける、イギリス人入植地やオランダ人入植地が、多くのフランス人ユグノー教徒を引きつけたことにも触れておくべきだろう。後にニューヨーク州とニュージャージー州北東部となるオランダ人入植地では、フランス系ユグノーは宗教的にほぼ同じ教義を持つオランダ改革派のコミュニティーに、ほぼ完全に同化していった。フランス系であるという出自も忘れ去られ、名前をオランダ風に改名する者も多かった（例、意味の翻訳：ドゥ・ラ・モンターニュ（de la Montagne）> ヴァンデンベルフ（Vandenberg）。どちらも「山の」の意味。音の置換：ドゥ・ヴォー（de Vaux）>デヴォス（DeVos）あるいはデヴォー（Devoe））。イギリス人入植地でも、多くのユグノーが移民し、同様に同化していった。事実、これらの地域への入植は、ケベック州への入植とほとんど同規模であったのだが、既存コミュニティーへの同化により、フランス系の文化的固有性はほとんど失われていった。幾つかの彼らの文化的出自の痕跡として、ニューヨーク州のニュー・ロシェルは、ユグノー難民の出身地の一つであったフランスのラ・ロシェルから名付けられている。また同じくニューヨーク州のニュー・パルツは、ユグノー教徒の農村地域の建物が現存する地域である。
南アメリカでは、主にアルゼンチン、ブラジル、チリにフランス系の人々が居住している。
フランス国外に居住する、フランス系の特別な民族名をもつ集団として、ケベック人（ケベコワ Québécois）、アカディア人（アカディアンAcadians/Acadiens）、ケイジャン（Cajuns）の他に、ニューカレドニアのカルドッシュ（Caldoches）、またインド洋の諸島に住む、いわゆるゾレイユ（Zoreilles）やプチ・ブラン（Petits-blancs）がいる。北アフリカのフランス植民地時代にはピエ・ノワ（Pieds-Noirs）と呼ばれる多くのフランス系住民が居住していたが、植民地が独立した後はほとんどがフランスやイスラエルなどへの移住を余儀なくされた。

## 言語
世界中のフランス市民の大多数が母語とするフランス語は、ラテン語を起源とするロマンス語の一つである。フランス語はその発展途上において、ラテン語以外に、ローマ以前のガリアで用いられていたケルト語、ゲルマン系の古フランク語、そしてノルマン語の影響を受けている。また、近年では他の国際言語、特に英語から大きく影響を受けている。フランス系カナダ人の間では、アカディア人のアカディア方言（Acadian French）、ニューブランズウィック州モンクトン市付近のシャック（Chiac）、ノヴァスコシア州のセント・メアリーズ・ベイ方言（St. Marys Bay French）などの派生が見られる。
フランスに住む人々の用いる言語はフランス語だけではない。歴史的に様々な地方言語が使用されてきており、多くはもはや絶えようとしているが、オック語、ブルトン語やコルシカ語などは1970年代より、リージョナリズム運動の一環として復活させようという試みがなされている。
- オック語（ロマンス語）：系統諸語
  - ガスコーニュ語（フランス南西部）
  - オーヴェルニュ語（フランス中央部）
  - リムーザン語（フランス中央部）
  - ラングドック語（フランス南南東部）
  - プロヴァンス語（フランス南西部、通常ニサール語を含める）
- ノルマン語（フランス西部のロマンス語系オイル語の一）
- サヴォワ語（英語版）（フランコプロヴァンサル語の一）
- ガロ語（ブルターニュで用いられる、ロマンス語の一）
- ピカルディ語（チティミとも。フランス北部のロマンス語系方言）
- ポワトゥー語（フランス西部のロマンス語系方言）
- カタルーニャ語（主に南部、スペイン国境付近のルシヨンで用いられるロマンス語の一）
- コルシカ語（コルシカ島で用いられる、ロマンス語系言語。イタリア語に近い）
- フラマン語（ゲルマン語系のオランダ語の方言の一）
- ロートリンゲン・フランケン語（ドイツ語版）（フランス・ロレーヌ地方で用いられる、（ゲルマン語系の）ドイツ語のライン・フランケン語系の一）
- アルザス語（フランス・アルザス地方で用いられる、ドイツ語のアレマン語系の一）
- ブルトン語（フランス・ブルターニュで用いられる、ケルト語系の島嶼ケルト語の一）
- バスク語（フランス南西部、スペイン国境付近で用いられる孤立した言語）

フランスの海外領土で用いられるフランス語以外の言語には以下が挙げられる。
- ポリネシア語（フランス領ポリネシア）
- クレオール語（フランス領アンティル）
- スペイン語（フランス南部の、主にロマのコミュニティーで用いられる）
- その他 - アラビア語、ベルベル語、ポルトガル語、スペイン語、イタリア語、セルビア・クロアチア語、中国語、ベトナム語、クメール語、ウォロフ語、トルコ語他

## 遺伝子
フランス人のY染色体ハプログループの上位5種の割合は以下となっている。
- ハプログループR1 (63.41%)（R1bが約60%）
- ハプログループE (11.41%)
- ハプログループI (8.88%)
- ハプログループJ (7.97%)
- ハプログループG (5.16%)

## 参考
- CIA World Fact Book. 2005
- US Department of State. 2005